# 에지우드 (메릴랜드주)

메릴랜드주 에지우드의 위치.

에지우드(Edgewood)는 메릴랜드주의 도시이다. 인구는 2010년 인구조사에 따르면 25,562명이다.

## 같이 보기
- 엣지우드 생화학 센터